# Solvent Naphtha
Solvent Naphtha, auch Lösungsbenzol, Schwerbenzol oder (engl.) Aromatic Naphtha genannt, ist die Sammelbezeichnung für Gemische leichter aromatischer Kohlenwasserstoffe, die aus Steinkohleteer, Erdöl oder Ölschiefer gewonnen werden. Solvent Naphtha ist unter Standardbedingungen eine farblose Flüssigkeit mit stechendem Geruch.
Der Namensbestandteil „Naphtha“ bezieht sich in erster Linie auf den mittleren Siedepunkt, nicht auf die chemische Zusammensetzung des Gemisches. Bei Naphtha im eigentlichen Sinn handelt es sich um eine überwiegend paraffinische (aliphatische) Fraktion der Rohöldestillation, während Solvent Naphtha traditionell aus Steinkohleteer destilliert wird und überwiegend aromatische Bestandteile enthält, was durch die Bezeichnungen Lösungsbenzol, Schwerbenzol und Aromatic Naphtha zum Ausdruck gebracht wird. Mittlerweile wird Solvent Naphtha aber auch aus Produkten der Erdöldestillation durch katalytisches Reforming hergestellt.

## Zusammensetzung
| Solvent Naphtha nach DIN-Norm 51633 |                        |                        |         |
| Zusammensetzung                     | leicht                 | schwer                 |         |
| Hazen-Farbzahl                      | 20                     | 40                     |         |
| Siedebereich                        | tiefsiedend 150–195 °C | hochsiedend 170–220 °C |         |
| Flammpunkt                          | ≥35 °C                 | >55 °C                 |         |
| Aggregatzustand                     | flüssig                | flüssig                | flüssig |

Solvent Naphtha aus der Erdöldestillation besteht hauptsächlich aus C9- bis C13-Aromaten (C3-Benzole, Toluol, Xylol), die auch aus Isoparaffinen synthetisch hergestellt werden, sowie Naphthalin
Kohle-Solvent-Naphtha besteht überwiegend aus C7- bis C10-Aromaten wie Naphthalenen, Inden, Phenol, C3-Benzole, Toluol, Xylol, Benzofuran  mit Beimengungen von Cycloalkanen und anderen paraffinischen Kohlenwasserstoffen.
Nach DIN-Norm 51633 (1986-11) darf „Solvent Naphtha leicht“ – C9 maximal 1 % Ethylbenzol, 10 % Xylole und jeweils 15 % Propylbenzol oder Mesitylen enthalten. „Solvent Naphtha schwer“ – C10 muss unter 1 % Xylole, Propylbenzol und Mesitylen enthalten.
Je nach Siede- und Flammpunkt wird zwischen tief-, mittel- und hochsiedendem Solvent Naphtha unterschieden, die auch verschiedene CAS-Nummern haben.

## Verwendung
Solvent Naphtha, weithin bekannt unter dem Handelsnamen „Solvesso“, ist ein kostengünstiges, organisches Lösemittel und kommt als solches zum Einsatz bei Natur- und Kunstharzen (darunter Alkydharze und Epoxidharzester), bei Druckfarben in der Textil- und Papierindustrie, als Verdünner für Farben, Firnisse und Lacke (auch Lackrohstoffen wie Lackhärtern), sowie bei der Herstellung von Herbiziden und Insektiziden.